# Milan Fakin
Milan Fakin, slovenski gradbeni inženir, * 6. maj 1895, Pulj, † 16. julij 1973, Ljubljana.
Študij je začel na Dunaju, nadaljeval na Tehniški fakulteti v Ljubljani, diplomiral 1923 v Brnu in 1935 doktoriral na ljubljanski univerzi. Po študiju je delal v Ljubljani, od 1930 je bil poklicno dejaven na področju gradbene mehanike. V statiko je uvedel matrični račun. Objavil je več knjig, razprav in člankov iz teorije gradbene mehanike, projektiral več mostov ter izdelal statični izračun za Mayerjevo palačo v Ljubljani.

## Izbrana bibliografija
- Teorija okvirne konstrukcije : novi grafo-analitični metodi za statično preiskavo okvirnih konstrukcij (disertacija) (COBISS)
- Gradbena mehanika: Neprekinjen nosilec z vmesnimi členki (COBISS)